# Alexandre Deschaumes
Pour les articles homonymes, voir Deschaumes.
Alexandre Deschaumes (né le 22 octobre 1982 à Annemasse en Haute-Savoie) est un photographe français. Il est spécialisé dans la photographie « éthérée » de montagne et nature.

## Biographie
En 2002, Alexandre Deschaumes débute la photographie simplement en ressentant un besoin d'expression autre que la musique.
Entièrement autodidacte, son leitmotiv est de capter des atmosphères particulières. Cette recherche créative va donner naissance à son propre style photographique : une vision onirique et évocatrice de la nature.
Dès 2008, il commence à proposer des stages photo dans les Alpes, puis en Islande et en Patagonie.
L'année 2011 met davantage en lumière sa vision grâce à sa rencontre avec le réalisateur Mathieu Le Lay. Après un an de tournage, le film La quête d'inspiration est diffusé dans de nombreux festivals du film , remportant différents prix et est diffusé sur les chaînes Montagne TV, Ushuaïa TV , Canal Off.
Dès 2012, Alexandre Deschaumes participe à de nombreuses expositions en France et à l'étranger. Il anime également des conférences partageant sa vision onirique du monde (Epson Pano Awards, Salon de la photo Paris ...).
En 2016, il publie son premier ouvrage Voyage éthéré, reprenant une sélection de clichés pris entre montagnes, forêts de France, Islande et Patagonie. Il est également nommé comme finaliste aux « Wildlife photographer of the year 2016 » catégorie paysage.
En 2023, il publie un nouveau livre Contemplations, balade photographique en Haute-Savoie agrémentée par des récits de Daniel Grévoz et des illustrations cartographiques de Vicky Petrequin.

## Livres et films
- Le livre Contemplations de Alexandre Deschaumes - 2023  (ISBN 978-2-9589970-0-7)
- Le livre Voyage éthéré de Alexandre Deschaumes avec une préface de l'écrivain-guide de Haute-montagne Daniel Grévoz - 2016  (ISBN 978-2-7466-9291-6)
- Le film La Quête d'inspiration en partenariat avec le réalisateur Mathieu Le Lay - 2011